# Acianthera montana
Acianthera montana  es una especie de orquídea originaria de  Minas Gerais y Espírito Santo, Brasil.

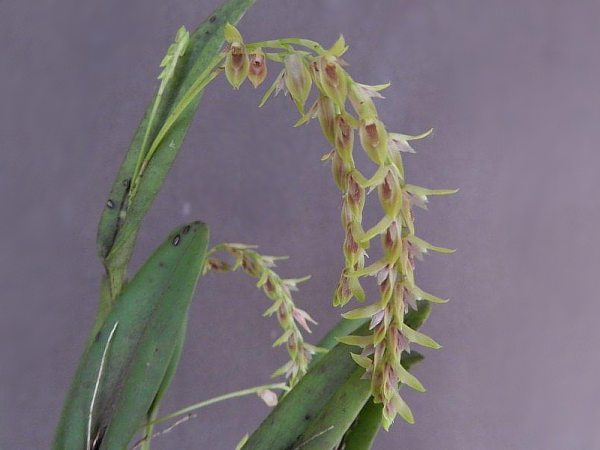
Inflorescencia

## Descripción
Desde 2012 esta planta se clasifica en la Sección Arthrosia de Acianthera. Esta sección se caracteriza por las delicadas flores de las plantas, casi translúcidas con una articulación en la base del labelo que encaja en la columna. Aunque no se registró el suceso, las fotos son de una planta recolectada en Paraná.

## Taxonomía
Acianthera montana fue descrita por (Rchb.f. & Warm.) Pridgeon & M.W.Chase   y publicado en Lindleyana 16(4): 244-245. 2001.
Etimología
Acianthera: nombre genérico que es una referencia a la posición de las anteras de algunas de sus especies.
montana: epíteto latino que significa "de la montaña".
Sinonimia
- Pleurothallis montana Gen. Spec. Orchid. 1: 5 (1877)